# Jonas Müller
Jonas Müller (4 de octubre de 1997) es un deportista austríaco que compite en luge en la modalidad individual. Su hermano Yannick compite en el mismo deporte.
Ganó cinco medallas en el Campeonato Mundial de Luge entre los años 2019 y 2023, y cuatro medallas de oro en el Campeonato Europeo de Luge, en los años 2024 y 2025.

## Palmarés internacional
| Campeonato Mundial | Campeonato Mundial    | Campeonato Mundial | Campeonato Mundial     |
| Año                | Lugar                 | Medalla            | Prueba                 |
| ------------------ | --------------------- | ------------------ | ---------------------- |
| 2019               | Winterberg (Alemania) | Medalla de oro     | Individual (velocidad) |
| 2020               | Sochi (Rusia)         | Medalla de plata   | Individual             |
| 2023               | Oberhof (Alemania)    | Medalla de oro     | Individual             |
| 2023               | Oberhof (Alemania)    | Medalla de plata   | Individual (velocidad) |
| 2023               | Oberhof (Alemania)    | Medalla de plata   | Equipo                 |
| Campeonato Europeo |                       |                    |                        |
| Año                | Lugar                 | Medalla            | Prueba                 |
| 2024               | Igls (Austria)        | Medalla de oro     | Individual             |
| 2024               | Igls (Austria)        | Medalla de oro     | Equipo                 |
| 2025               | Winterberg (Alemania) | Medalla de oro     | Individual             |
| 2025               | Winterberg (Alemania) | Medalla de oro     | Equipo                 |